# 卡斯特 (密蘇里州)
卡斯特（英語：Custer）是位於美國密蘇里州登特縣的非建制地區。

## 歷史
卡斯特的郵局於1882年設立，其後於1942年停運。

## 地理
卡斯特所處的海拔為高於海平面379米（即1243英呎），而該地所採用的時區為UTC-6，即北美中部時區（CST）。同時該地設有夏令時間，為UTC-6調快一小時，即UTC-5（CDT）。